# نموذج أوبينهايمر-سنايدر
في مجال النظرية النسبية العامة، يشير نموذج أوبينهايمر-سنايدر (بالإنجليزية: Oppenheimer–Snyder model) إلى حَلّ لِمُعَادَلَات الحقل لأينشتاين بُنِي على مِتْرِيَّة شوارزشيلد ، ويصف النموذج انهيار جسم ذو كتلة ضخمة بحيث يصبح ثقبًا أسودًا في النهاية. وسُمِّي النموذج نسبةً لعالِمَيّ الفيزياء اللَّذَيْن نَشَرَاه عام 1939م وهما: ج. روبرت أوبينهايمر وهارتلاند سنايدر.
وأثناء انهيار النجم وتَحَوُّلِه إلى ثقب أسود تكون هيكلية الزمكان خارج إطاره خاضعة لِمِتْرِيّة شوارزشيلد. أما داخله، وبشكل مثير للفضول، تخضع هيكلية الزمكان إلى مترية روبرتسون-وُوكر مِثْلَه مِثْل سَائِر الكَوْن المرصود.